# أيغيل أولاف ليان
أيغيل أولاف ليان هو سياسي نرويجي، ولد في 7 مايو 1916، وتوفي في 17 يونيو 1994. نشط حزبياً في حزب العمال.

## مناصب
- انتخب عضو برلمان النرويج  [لغات أخرى]‏ عن دائرة Telemark (Storting constituency) [الإنجليزية]‏ وقد انضم خلال فترته النيابية ‏ (1969 – 1973) للكتلة البرلمانية حزب العمال.
- انتخب عضو برلمان النرويج  [لغات أخرى]‏ عن دائرة Telemark (Storting constituency) [الإنجليزية]‏ وقد انضم خلال فترته النيابية ‏ (1965 – 1969) للكتلة البرلمانية حزب العمال.
- انتخب عضو برلمان النرويج  [لغات أخرى]‏ عن دائرة Telemark (Storting constituency) [الإنجليزية]‏ وقد انضم خلال فترته النيابية ‏ (1961 – 1965) للكتلة البرلمانية حزب العمال.
- انتخب عضو برلمان النرويج  [لغات أخرى]‏ عن دائرة Telemark (Storting constituency) [الإنجليزية]‏ وقد انضم خلال فترته النيابية ‏ (1958 – 1961) للكتلة البرلمانية حزب العمال.
- انتخب عضو برلمان النرويج  [لغات أخرى]‏ عن دائرة Telemark (Storting constituency) [الإنجليزية]‏ وقد انضم خلال فترته النيابية ‏ (1954 – 1957) للكتلة البرلمانية حزب العمال.